# ایست‌گیت (نوادا)

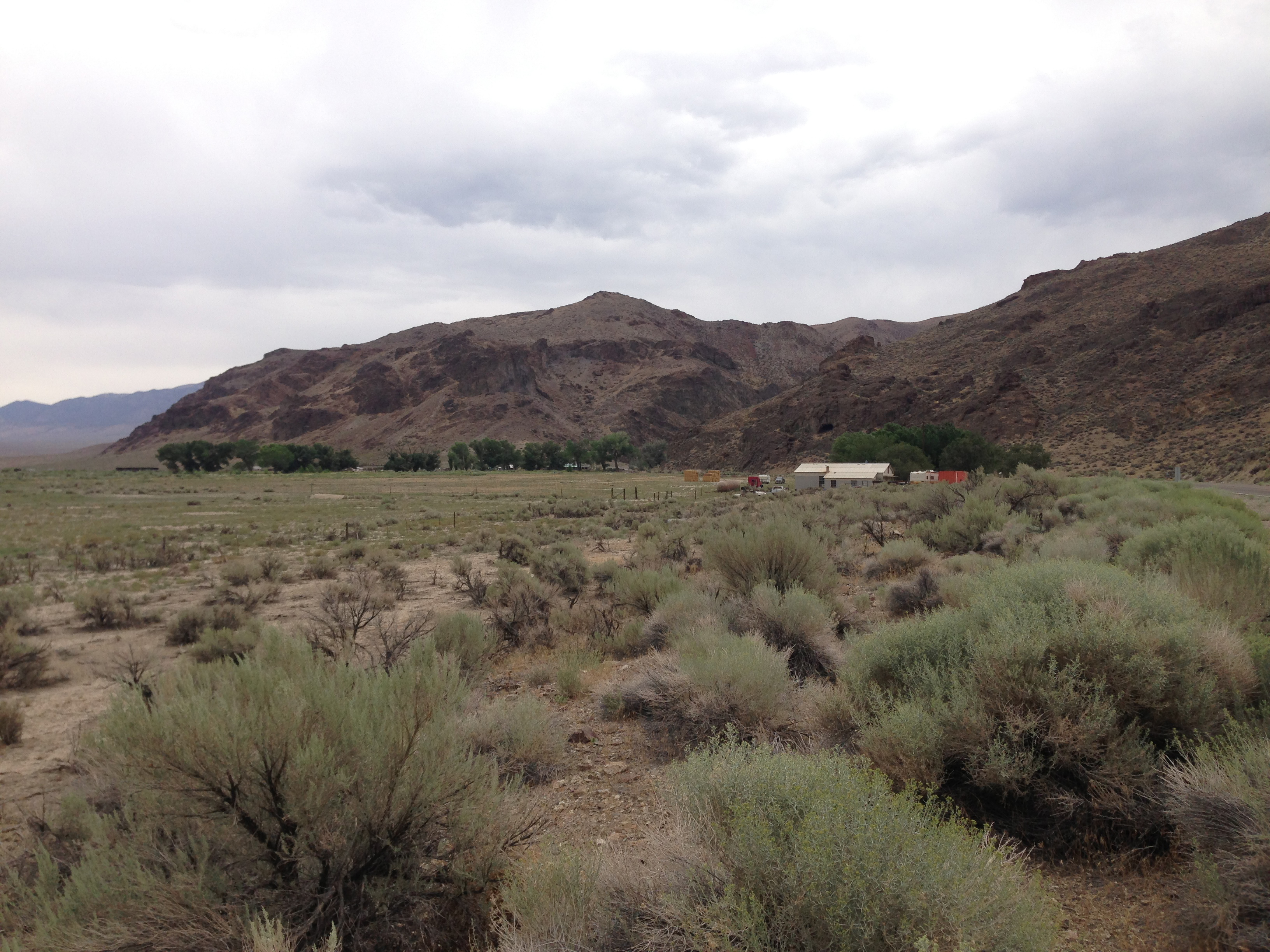
ایست‌گیت، نوادا

ایست‌گیت، نوادا (انگلیسی: Eastgate, Nevada) یک محدوده ثبت نشده در شهرستان چرچیل، نوادا که در ایالات متحده آمریکا واقع است و هم‌جوار شاهراه اتوبان ۷۲۲ است که قبلاً به عنوان شاهراه اتوبان لینکلن شناخته می‌شد. این موقعیت در ارتفاع ۵۰۹۵ فوتی یا ۱۵۵۳ متری قرار داردو به اسامی مستعار ایستگاه ایست گیت، گیلبرتر گیت و همچنین خود ایست‌گیت است